# Констанцский десант
Констанцский десант 29—30 августа 1944 года — оперативный десант советского Черноморского флота в ходе Ясско-Кишиневской операции Великой Отечественной войны, с целью занятия главной румынской военно-морской базы.

## План и подготовка операции
В главной военно-морской базе Румынии Констанца в ходе Великой Отечественной войны базировался не только румынский флот, но и германские и итальянские ВМС на Чёрном море. Расположение Констанцы позволяло её силам контролировать северную часть Чёрного моря. Поэтому в ходе войны Констанца многократно подвергалась ударам советского флота и авиации, а в начавшейся 20 августа 1944 года Ясско-Кишиневской наступательной операции была одной из главных целей наступления войск 3-го Украинского фронта (командующий Маршал Советского Союза Толбухин Ф. И.). Успешное развитие операции и победа Августовского восстания в Бухаресте позволили командованию советского Черноморского флота самостоятельно провести операцию по захвату Констанцы.
28 августа 1944 года командующему румынским флотом адмиралу Мэчеларцу через пленного румынского офицера был передан ультиматум — весь флот перевести в Сулину и передать советскому командованию, немецкие экипажи — арестовать и также передать советскому командованию. В 12 часов 45 минут следующего дня, 29 августа, был получен ответ о согласии на советские условия. Там же извещалось, что немецкие корабли покинули Констанцу. Командующий Черноморским флотом адмирал Ф. С. Октябрьский решил срочно занять Констанцу.
Были срочно собраны 30 торпедных катеров и 6 катеров «малый охотник», которые к вечеру вышли двумя отрядами из дельты Дуная к Констанце, имея на борту около 800 солдат и офицеров 143-го и 384-го отдельных батальонов морской пехоты.

## Действия десанта

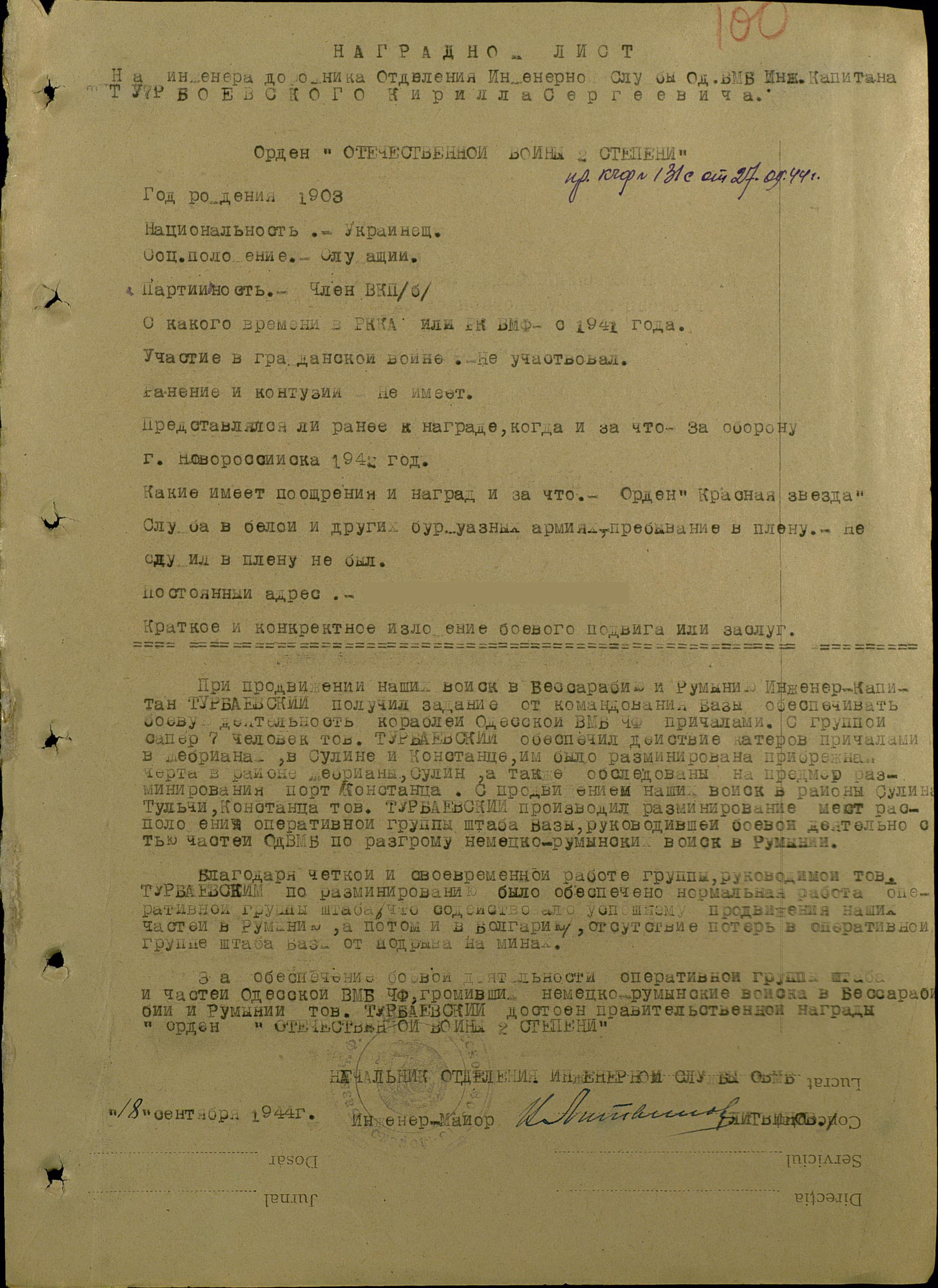
Наградной лист инженер-капитана Турбаевского К. И., прибывшего на первом десантном катере с группой из 7 сапёров, разминировавшей причал и обеспечившей отсутствие потерь оперативной группы штаба и основного десанта

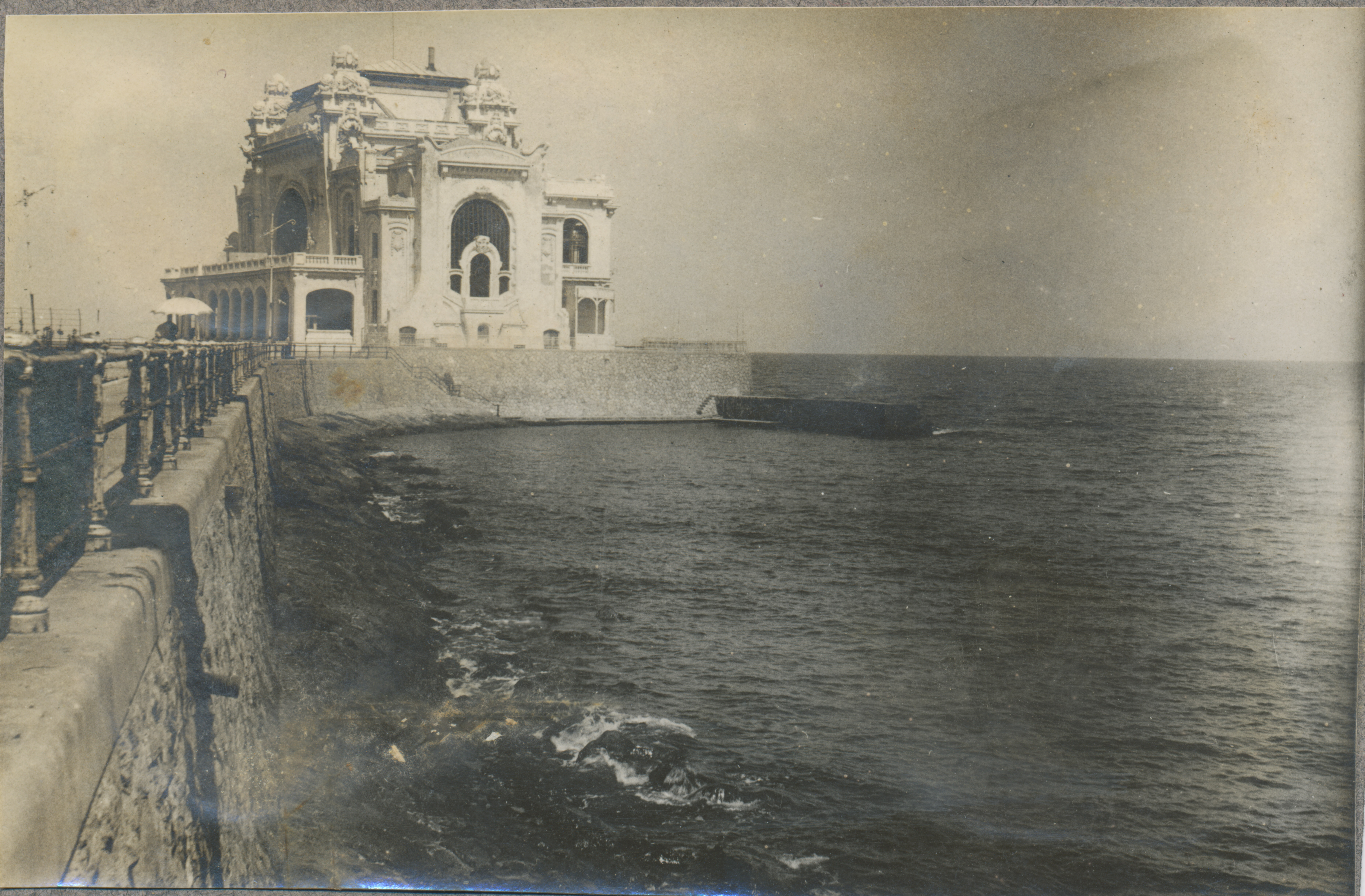
Одна из достопримечательностей города — казино Констанцы после занятия советскими моряками порта в 1944 году.

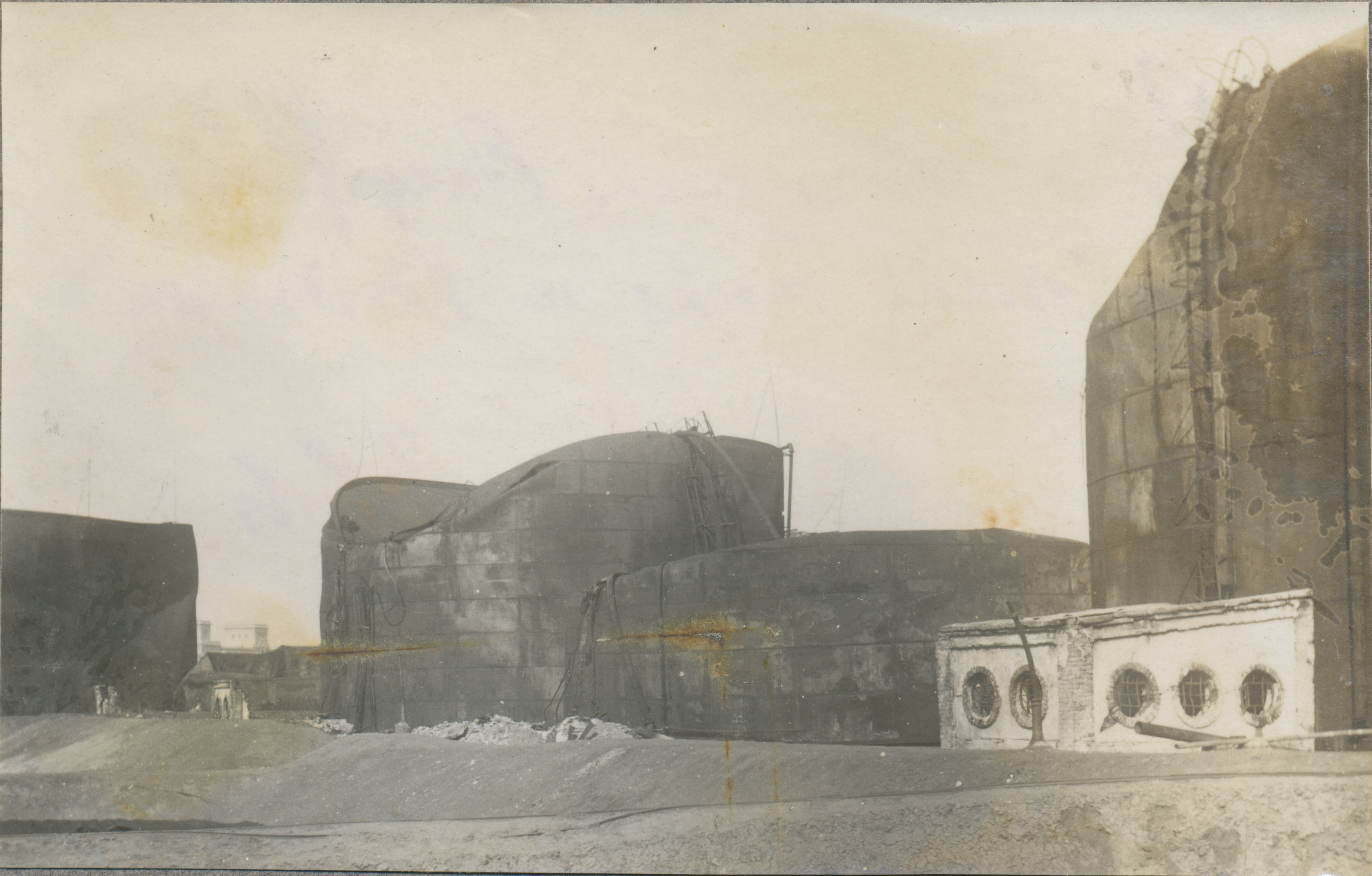
Нефтяные танки, уничтоженные немецкой подводной лодкой в ночь на 31 августа 1944 года уже после занятия советскими моряками порта Констанцы.

29 августа 1944 года в 19 часов 55 минут на лимане Сьютгиол близ Констанцы приводнились несколько советских гидросамолётов, высадивших посадочный десант. В 4 часа утра 30 августа прибыл первый отряд советских катеров с десантом. Он был встречен на подходе румынским катером и на него была пересажена часть группы сапёров, разминировавшей проход в порт через минные поля для советских кораблей. В 6 часов 10 минут утра благополучно прибыл второй отряд десанта. Были без сопротивления со стороны румын заняты штабы румынского флота и военно-морской базы, её важнейшие объекты. Ввиду отсутствия сопротивления и того, что Румыния объявила войну Германии, румынские экипажи занятых кораблей были распущены по домам.
Всего в занятом советскими моряками порту Констанцы было обнаружено: 4 эсминца, миноносец, 6 подводных лодок (из них 4 — малые итальянские подводные лодки), плавбаза "Констанца", 7 заградителей, несколько транспортов, танкеров, барж. Все корабли взяты под контроль советскими моряками.
При проведении десантной операции обе стороны потерь не имели.
В ночь на 31 августа в гавань скрытно проникла немецкая подводная лодка, выпустившая 2 торпеды: первая подожгла топливный причал, вторая потопила румынский транспорт.